# Iriomotemes
Iriomotemes (Sittiparus olivaceus) är en nyligen urskiljd fågelart i familjen mesar inom ordningen tättingar som enbart förekommer på en enda ö i Ryukyuöarna i södra Japan.

## Utseende och läten
Iriomotemesen behandlades fram tills nyligen som underart till samurajmesen, men skiljer sig tydligt från denna genom mycket blekare gulbrun undersida, mycket mindre svart haklapp, grå istället för rostfärgad mantel och mycket smalare centralt hjässband. Även sången verka skilja sig genom att bestå av ett snabbt alternerande mellan höga och låga toner, men denna är mycket lite studerad. Kroppslängden är 11-13 cm.

## Utbredning och systematik
Iriomotemesen förekommer enbart på ön Iriomote i södra Ryukyuöarna där den är stannfågel, dock med ett tveksamt fynd från grannön Ishigaki. Tidigare behandlades den som en underart till samurajmes (S. varius) och vissa gör det fortfarande. De flesta taxonomiska auktoriteter har dock delat upp samurajmesen i fyra arter på basis av studier som visar på tydliga genetiska och utseendemässiga skillnader, förutom iriomotesmesen även izumes (S. owstoni) och taiwanmes (S. castaneoventris).

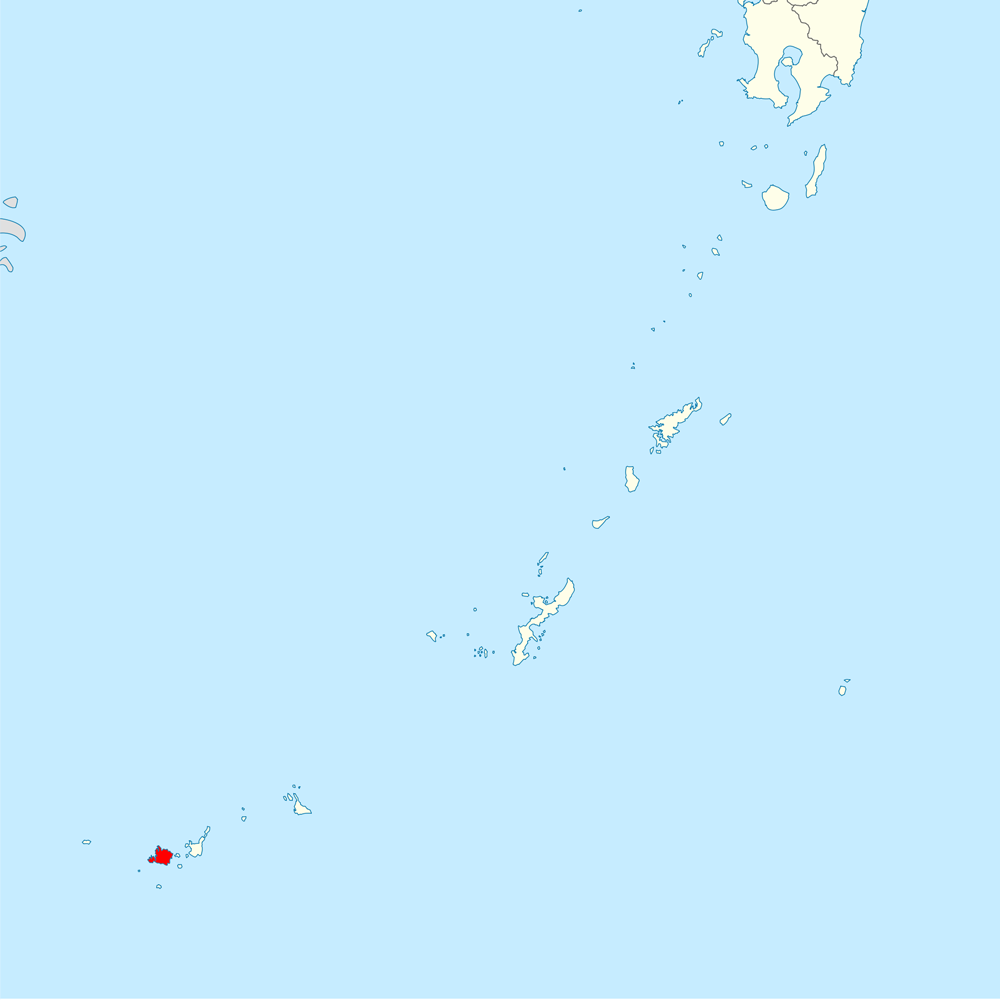
Ön Iriomotes läge i Ryukyuöarna i södra Japan.

### Släktestillhörighet
Tidigare fördes samurajmesen, och därmed iriomotemesen, till Poecile (som ännu tidigare inkluderades i ett stort Parus), men urskiljs numera oftast som ett eget släkte efter DNA-studier. Iriomotemesen förs därför också dit.

## Levnadssätt
Iriomotemesen förekommer i skogsområden, men dess mer exakta biotopkrav är inte kända. Varken föda eller häckningsbiologi finns beskriven, men tros likna samurajmesen.

## Status och hot
Artens populationstrend är okänd och utbredningsområdet är mycket litet. Internationella naturvårdsunionen IUCN anser trots det att den inte kan anses vara hotad och placerar den därför i kategorin livskraftig.